# 柳枝軒
柳枝軒（りゅうしけん、生没年不詳）とは、江戸時代の浮世絵師。

## 来歴
出自・経歴は一切不明。ニューオータニ美術館所蔵の肉筆画「新春風俗図」（紙本着色）に「大和繪柳枝軒圖」の落款があり、この絵の作者とされている。「新春風俗図」は茅葺きの家の前で三河万歳が賑やかに舞い謡うなど、正月にちなむ風景を描いたもので、正徳から享保にかけての頃の作とされる。その画風は宮川派とも、また菱川師平以降の菱川派に近いともいわれるが、『肉筆浮世絵大観』は柳枝軒について「本格的職業画家とは思われない」と述べている。